# Ливу калнс

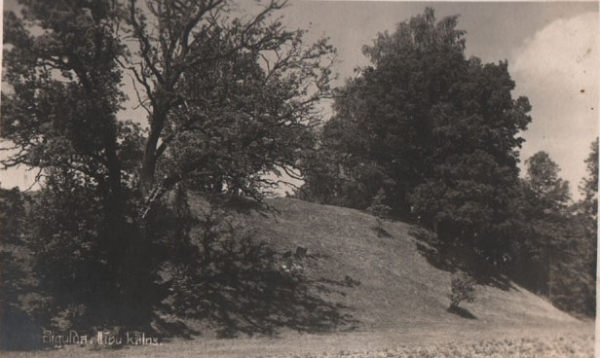
Ливу калнс

Ли́ву калнс (латыш. Līvu kalns — дословно Гора Ливов) — возвышенность на месте бывшего Саттезельского замка, на территории современной Сигулды.
Название «Ливу калнс» появляется в источниках с 1442 года. В настоящее время представляет собой возвышенность площадью 75×90 метров и высотой 8 метров, поросшая деревьями и кустарником. Первые её замеры произвёл исследователь Эрнестс Брастиньш (Ernests Brastiņš) в 1927 году.
В 2005 году Турайдским музеем-заповедником, Латвийским университетом и Сигулдской краевой думой здесь были проведены совместные археологические исследования под руководством Гунта Земиша (Gunts Zemīšs).